# Großsekretariat (Ming-Dynastie)
Das Großsekretariat – Neige (auch: Da Xue Shi, chinesisch 內閣, Pinyin Nèigé, 大學士,  dà xué shì, 內閣大學士 / 內阁大学士,  Nèi gé dà xué shì; wörtlich übersetzt: Innerer Pavillon, Großer Gelehrter Beamter; mandschu: aliha bithei da; engl.: Grand Secretariat) war offiziell nur eine Koordinierungsstelle, tatsächlich jedoch die höchste Institution in der kaiserlichen Regierung der chinesischen Ming-Dynastie. Es entfaltete seine Macht, nachdem Kaiser Hongwu das Amt des „Kanzlers“ (丞相, chéngxiàng, 宰相, zǎixiàng; im Zhongshu Sheng, 中書省 zhòngshū shěng) 1380 abgeschafft hatte und entwickelte sich zu einem mächtigen Organ, das den Drei Departments und Sechs Ministerien (三省六部 Sānshěng liùbù) übergeordnet war. Es gab immer insgesamt sechs Nèigé dàxuéshì, die Ämter waren allerdings nicht immer besetzt. Der Älteste wurde gewöhnlich als „Shoufu“ („Hauptbeamter“, 首輔,  shǒufǔ, englisch Senior Grand Secretary) bezeichnet. Die Daxueshi waren nominell nur mittlere Beamte – die Minister der Ministerien standen im Rang viel höher –, doch da die Dokumente aller Regierungsbehörden, die an den Kaiser gingen, durch ihre Hände gingen und sie die Macht hatten, für den Kaiser Reskripte („Piaoni“ 票擬,  piàonǐ oder „Tiaozhi“ 條旨,  tiáozhǐ) zu verfassen, hatten die Daxueshi die Macht, die gesamte Regierung zu beeinflussen. Sie nahmen die Stellung des „Kanzlers“ ein.

## Entwicklung
Ein zentrales „Großes Sekretariat“ Zhongshu Sheng (中書省) bestand bereits in der Sui-Dynastie.
Die Ming-Dynastie übernahm das Regierungsmodell der Yuan-Dynastie, in dem ein zentrales Organ, das „Sekretariat“, den Sechs Ministerien vorstand. Das Sekretariat wurde von zwei Kanzlern geleitet. Sie wurden als „Kanzler zur Linken“ (senior) und „Kanzler zur Rechten“ (junior) bezeichnet und waren die höchsten Beamten des Reiches. Hongwu befürchtete, dass eine solche Konzentration von Macht bei den Kanzlern eine Gefahr für den Thron darstellen könnte. 1380 wurde Kanzler Hu Weiyong als hochverräter hingerichtet. Daraufhin schaffte Hongwu das Sekretariat und den Posten der Kanzler ab; Die Minister der Sechs Ministerien wurden dem Kaiser direkt verantwortlich.
Aber die Fülle administrativer Details machte es wieder erforderlich für den Kaiser, ein unterstützendes Sekretariat einzurichten. 1382 ernannte Hongwu von der Hanlin-Akademie mehrere „Große Gelehrte Beamte“ (Daxueshi, Großsekretäre) um die Papierarbeiten zu erledigen. Diese Großsekretäre erhielten „Büros“ in bestimmten Gebäuden innerhalb des Palastes und wurden ab der Regierung von Yongle gemeinsam als das Großsekretariat bezeichnet.
Das Großsekretariat erhielt während der Regierungszeit von Xuande (1425–1435) größere Befugnisse. Seit dieser Zeit mussten alle Eingaben von den Ministerien an den Kaiser durch das Großsekretariat weitergegeben werden. Wenn die Großsekretäre eine Eingabe erhielten, prüften sie sie zunächst und entwarfen eine passende Antwort. Das Reskript wurde dann an die Eingabe angeklebt und dem Kaiser übergeben. Durch diese Vorgehensweise (票擬, piaoyi) wurde das Großsekretariat faktisch zur höchsten politischen Institution, die über den Sechs Ministerien stand und der älteste Großsekretär erhielt die Macht, die mit derjenigen des abgeschafften Kanzlers vergleichbar war.

## Rang der Großsekretäre
In der Ming-Dynastie gab es neun Ränge für Beamte. Jeder Rang wurde in zwei Grade unterteilt, so dass Rang 1 Grad a der höchste und Rang 9 Grad b der niedrigste Rang waren. Die obersten, aber funktionslosen Beamten waren demnach die Drei Staatsräte im Rang 1a,. Auch der Kanzler hatte diesen Status. In dem neuen System der Ming-Dynastie erhielten die Großsekretäre nur noch den Rang 5a und standen somit im Rang unter verschiedenen Ministern (die die Ränge 3a bis 2a bekleideten). Die Großsekretäre erhielten jedoch oft zusätzlich weitere höherrangige Posten (Minister, Vizeministers der Neun Ministerien, oder sogar „Großlehrer“ (太師, dashi) innerhalb der Drei Staatsräte). Dementsprechend standen die Großsekretäre in der Ming-Dynastie immer als höchstrangige Beamte an der Spitze der Verwaltungshierarchie.